# Actephila ovalis
Actephila ovalis là một loài thực vật có hoa trong họ Diệp hạ châu. Loài này được (Ridl.) Gage mô tả khoa học đầu tiên năm 1922.